# 哈氏針鯒
哈氏針鯒，為輻鰭魚綱鮋形目牛尾魚亞目針鯒科的其中一種，分布於西南太平洋的澳洲、紐西蘭海域，棲息深度140-700公尺，體長可達43公分，生活在泥底質的大陸棚及大陸坡，為底棲性魚類，屬肉食性，生活習性不明。